# 薇拉·伊万诺芙娜·查苏利奇

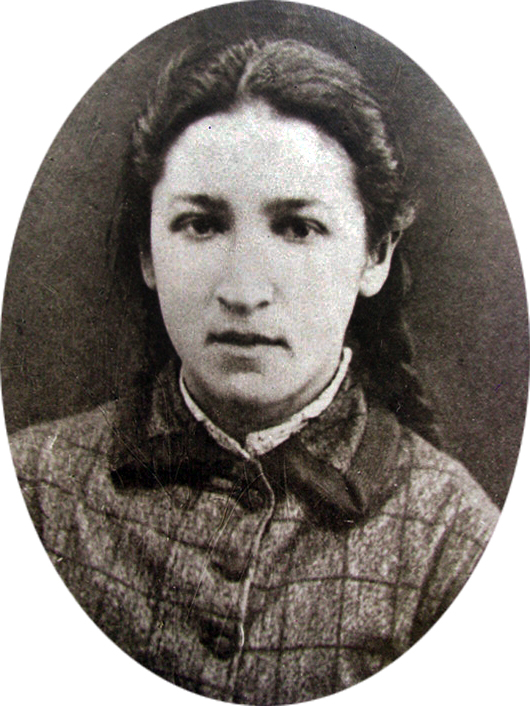
薇·伊·查苏利奇

薇拉·伊万诺芙娜·查苏利奇（俄语：Ве́ра Ива́новна Засу́лич，1849年8月8日［儒略曆7月27日］，1849年8月8日—1919年5月8日）是一位俄国马克思主义作家和革命家。她曾与列宁和普列汉诺夫一起参与过《火星报》的编辑工作，是俄国社会民主工党的创始人之一。

## 生平
查苏利奇生于斯摩棱斯克省（现莫斯科州莫扎伊斯克区）一个贫穷的贵族家庭，有三个姐妹。3岁时，父亲去世。母亲将其送往富裕的亲戚家里抚养。1866年高中毕业前往圣彼得堡工作。不久开始参与激进政治并教工厂工人识字。 
她与俄国革命领导人谢尔盖·根纳季耶维奇·涅恰耶夫的联系导致她1869年被捕。1873年获释于基辅定居，并加入支持巴枯宁无政府主义的团体，并成为该运动的领导人。年1月28日，查苏利奇刺杀圣彼得堡总督未遂，被捕，受审时陪审团十分同情查苏利奇判她无罪，该案考验了亚历山大二世司法改革。
被判无罪后，查苏利奇前往瑞士成为马克思主义者，1883年与普列汉诺夫和帕维尔·波里索维奇·阿克雪里罗得共同成立劳动解放社，查苏利奇从事翻译马克思著作的工作。